# Robert-Bosch-Krankenhaus Standort City
Das Robert Bosch Krankenhaus, Standort City steht in Stuttgart-Ost.
Der Standort City des Robert Bosch Krankenhauses ist ein Krankenhaus der Allgemeinversorgung.
Bereits 1896 nahmen die Bethesda-Diakonissen ihre Tätigkeit am heutigen Standort des Krankenhauses auf. 1912 wurde das Krankenhaus als Einrichtung des Diakoniewerks Bethesda innerhalb der Evangelisch-methodistischen Kirche als Bethesda Krankenhaus eröffnet. 2016 wurde das Krankenhaus vom damaligen Eigentümer Agaplesion an die Sana Kliniken AG verkauft und trug fortan den Namen Sana Klinik Bethesda Stuttgart.
Bis 30. September 2020 verfügte das Krankenhaus über 150 Betten in den Hauptfachabteilungen Klinik für Allgemein- und Viszeralchirurgie mit Schwerpunkt bariatrische Chirurgie, Klinik für Anästhesie, Intensiv- und Notfallmedizin, Schmerztherapie, Klinik für Innere Medizin, Gastroenterologie, Diabetologie und Geriatrie sowie der Belegabteilung für Hals-Nasen-Ohrenheilkunde. Die Klinik für Unfallchirurgie und Orthopädie und das Fußzentrum Stuttgart mit technischer Orthopädie und Rheumaorthopädie wechselten zum 31. März 2020 in das Karl-Olga-Krankenhaus. Zum 30. September 2020 wechselte auch die Allgemein- und Viszeralchirurgie in das Karl-Olga-Krankenhaus. Ab dem 1. Oktober 2020 wurde die Klinik mit der Hauptabteilung Innere Medizin, Gastroenterologie, Diabetologie und Akutgeriatrie geführt, zusätzlich wurde am 1. Dezember 2020 die Abteilung geriatrische Rehabilitation mit 20 Betten eröffnet.
Das Krankenhaus beschäftigt rund 200 Mitarbeiter und verfügt über 150 Planbetten in der Akutversorgung und 50 Planbetten in der geriatrischen Rehabilitation.
Zum 1. Januar 2023 erwarb das Robert Bosch Krankenhaus den Standort von Sana.

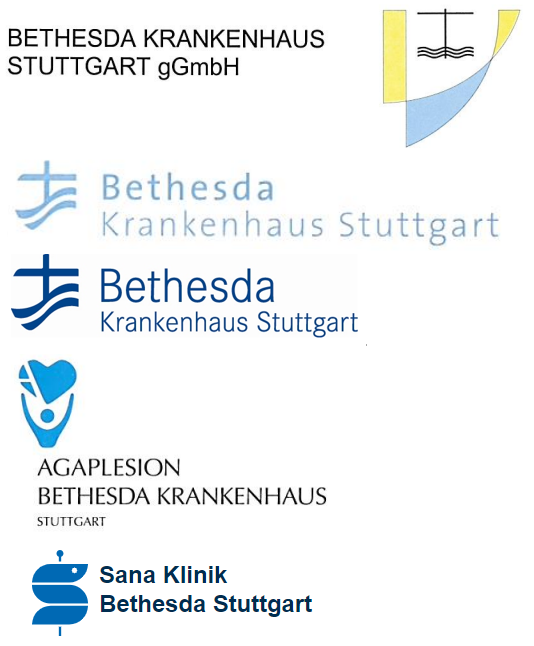
Logohistorie

## Fachabteilungen
- Geriatrie und Geriatrische Rehabilitation
- Chirurgie (Allgemein- und Viszeralchirurgie)
- Innere Medizin und Altersmedizin
- Plastische und Ästhetische Chirurgie